# ART Grand Prix
La ART Grand Prix è una scuderia automobilistica francese, attiva nei campionati Formula 2 e Formula 3. È una delle squadre più vincenti delle categorie di cui ha preso parte. Nella GP2, ora rinominata Formula 2, ha vinto sei campionati piloti, tra cui i primi due della serie, nel 2005 con Nico Rosberg e nel 2006 con Lewis Hamilton. Nella GP3 ha vinto otto titoli su nove campionati disputati.

## Storia

### Creazione
La squadra è stata creata nell'inverno tra il 2004 e il 2005 da Frédéric Vasseur e Nicolas Todt sulle basi del team ASM Formule 3, di cui Vasseur era direttore, e che gli aveva permesso di vincere i campionati 1998 e 2002 della F3 francese. La necessità di espandere il team nasceva dalla volontà di partecipare alla GP2 Series, campionato di nuova creazione che si sarebbe corso a partire dal 2005 a supporto dei Gran Premi di Formula 1. All'interno del team Vasseur si occupa della direzione del team e della fabbrica, mentre Todt si occupa del lato commerciale.

### GP2/Formula 2
Nella stagione 2005, anno di debutto della categoria, la squadra schiera Nico Rosberg e Alexandre Prémat. La stagione comincia bene con un podio di Prémat ad Imola, ma la prima vittoria nella categoria arriva da Rosberg, che la centra nel quinto appuntamento della stagione a Magny-Cours. Nell'arco della stagione Prémat riesce a vincere due gare, tra cui la gara 1 di Istanbul, e Rosberg con 5 vittorie in totale conquistando il titolo e permettendo alla squadra di vincere il titolo riservato ai team.
Per il 2006 la squadra conferma Prémat e ingaggia Lewis Hamilton, reduce dalla vittoria nel campionato F3 Euro Series. Hamilton comincia subito con un secondo posto nella gara inaugurale di Valencia, e vince la sua prima gara al Nürburgring. Ottiene cinque vittorie in stagione e conquista il titolo piloti davanti a Nelson Piquet Jr., mentre il compagno di squadra vince soltanto una gara e si piazza terzo. La squadra vince il titolo per il secondo anno consecutivo.
Nel 2007 il team perde il campionato piloti all'ultima gara arrivando secondo con Lucas Di Grassi, che ottiene una vittoria nell'arco della stagione. Al volante dell'altra vettura si alternano Michael Ammermüller, Michail Alëšin e Sébastien Buemi, che però non ottengono risultati di rilievo.
Nella stagione 2008 i piloti sono Luca Filippi, sostituito a metà stagione da Sakon Yamamoto e Romain Grosjean, che terminerà la stagione al 4º posto con 62 punti e due vittorie all'attivo.
I piloti per la stagione 2009 sono Pastor Maldonado e Nicolas Hülkenberg. Il tedesco domina il campionato con 5 vittorie e vince il titolo piloti, con la squadra che conquista il suo terzo titolo per team, mentre Maldonado si piazza al sesto posto, pur vincendo due gare.

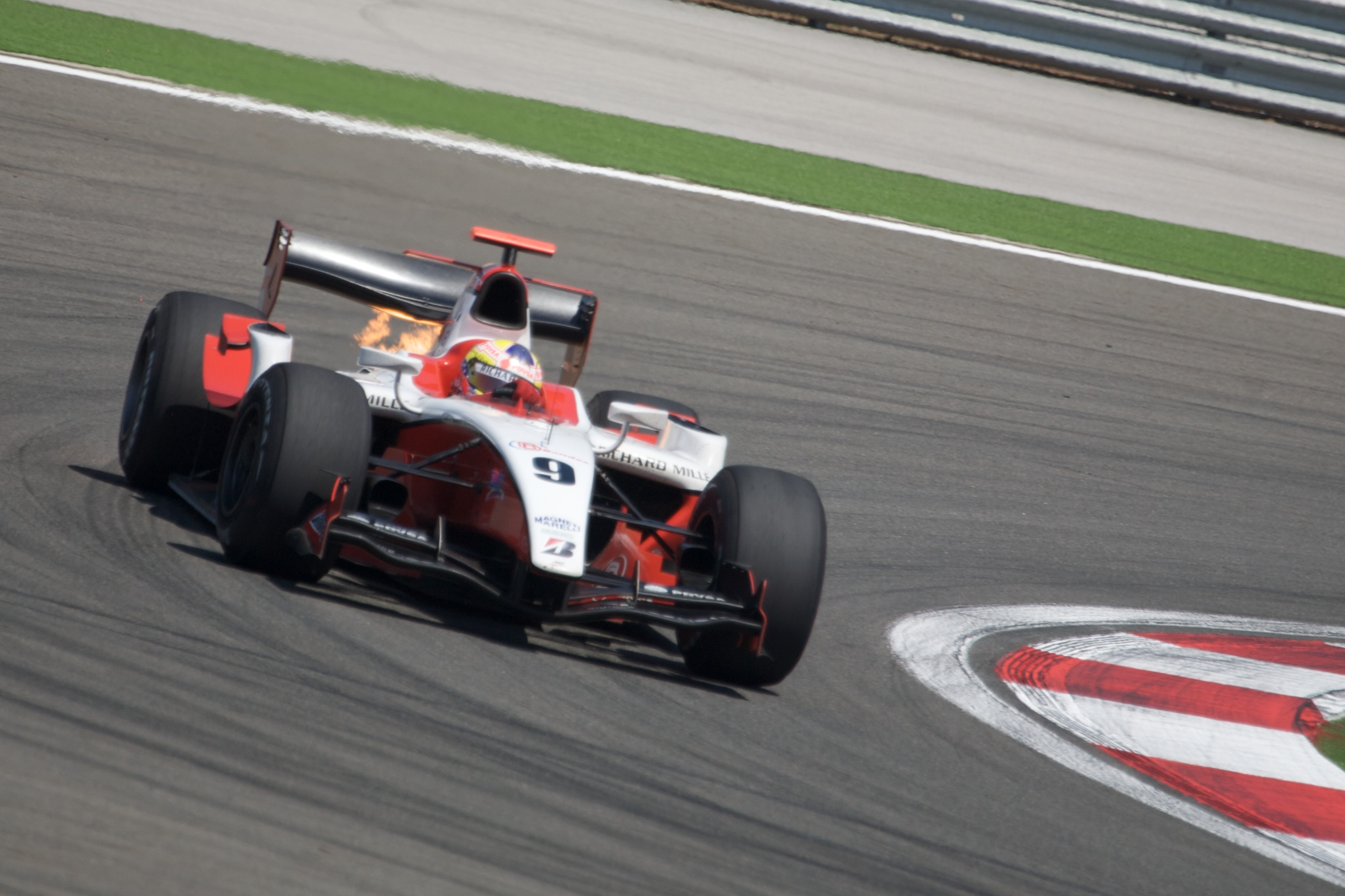
Maldonado in Turchia nel 2009

Nel 2010 corre con i piloti Jules Bianchi e Sam Bird. Il francese termina terzo in campionato, mentre Bird finisce quinto, con una vittoria a Monza. Nello stesso 2010, a maggio, il team prova a iscriversi alla stagione 2011 di Formula 1 come tredicesimo team, ma ritira la candidatura qualche mese dopo a causa delle condizioni economiche che non avrebbero potuto garantire stabilità finanziaria a lungo termine.
Per la stagione 2011 il team sigla un accordo con la Lotus Cars, cambiando nome in Lotus ART. I piloti sono Jules Bianchi ed Esteban Gutiérrez: a fine campionato Bianchi è terzo con 53 punti ed una buona stagione in cui conquista una vittoria, mentre Gutierrez è tredicesimo con 15 punti. La squadra si piazza al quinto posto tra i team con 68 punti.
Per il 2012 i piloti sono James Calado, proveniente dalla GP3 Series, e il riconfermato Gutierrez. Il team cambia nuovamente nome in  Lotus GP e in questa stagione le vetture del team diventano di colorazione nero e oro. Entrambi i piloti sono protagonisti di una buona stagione, concludendo il campionato al 3º posto con Gutierrez (vincitore di 3 gare) e al 5º con Calado (2 vittorie). Il team si piazza al 2º posto nella classifica a squadre, mancando il campionato per soli 6 punti.
L'abbinamento con la Lotus termina alla fine della stagione, e nel 2013 la ART riprende nome e colori tradizionali. Per quanto riguarda i piloti la squadra conferma Calado e ingaggia il tedesco Daniel Abt, già pilota della scuderia nella stagione precedente di GP3, che sostituisce Gutierrez promosso titolare in Formula 1. Calado è protagonista di una buona stagione che, con la conquista di due vittorie, lo vede piazzarsi al terzo posto della classifica piloti, mentre Abt accusa più difficoltà e conquista 11 punti nell'intero campionato. La squadra si piazza al quinto posto della classifica dei team.
Nel 2014 arrivano in squadra Stoffel Vandoorne e Takuya Izawa. Il belga riesce a piazzarsi secondo in campionato, ottenendo quattro vittorie di cui una nella gara inaugurale, mentre Izawa ottiene un podio quale miglior risultato e il team si piazza terzo nella classifica a squadre.
Per la stagione 2015 Vandoorne viene confermato, ma viene affiancato da un altro giapponese, Nobuharu Matsushita, che ottiene tre podi e una vittoria. Vandoorne domina il campionato con ben 7 vittorie e riporta il titolo alla ART, che conquista anche il suo quarto campionato riservato ai team.
Per il 2016 la squadra sceglie di confermare Matsushita, e gli affianca Sergey Sirotkin. Il russo riesce a vincere due gare e piazzarsi terzo, mentre il giapponese non va oltre l'undicesimo posto. Il team termina la stagione al quarto posto.
Nella stagione 2017 della GP2, nel frattempo rinominata Formula 2, i piloti della ART sono Matsushita, confermato per la terza stagione consecutiva, e Alexander Albon, proveniente da una buona stagione in GP3 in cui si è piazzato al secondo posto. Non si rivela essere una buona stagione per i due, che finiscono rispettivamente sesto e decimo in campionato. La squadra termina al quarto posto tra i team.
Per il 2018 i piloti sono George Russell e Jack Aitken,, reduci dal primo e secondo posto nella GP3 Series 2017. Russell si ripete anche in Formula 2, vincendo il campionato con sette vittorie, mentre Aitken fatica a tenere il passo del compagno di squadra e si piazza undicesimo in campionato. Nella classifica dei team la ART si piazza seconda, con il titolo vinto dalla Carlin.
Nella stagione 2019 la squadra fa salire di categoria il russo Nikita Mazepin e ingaggia Nyck de Vries, proveniente dalla Prema.

### Formula 3
Dal 2019 partecipa al Campionato FIA di Formula 3, ingaggiando per la prima stagione David Beckmann, Christian Lundgaard e Max Fewtrell.

### GP3 Series
La squadra si è iscritta per la partecipazione alla serie fin dalla prima stagione, nel 2010. Già dalla prima stagione la ART vince il titolo con Esteban Gutiérrez, e si ripete la stagione successiva con Valtteri Bottas, vincendo anche i primi due titoli riservati ai team. Nel 2012, pur primeggiando nella classifica a squadre, non riesce a vincere il titolo piloti con Daniel Abt che si piazza secondo. Stessa situazione nella stagione successiva, con la conquista del titolo per team e il secondo posto di Facu Regalia nella classifica piloti, battuto da Daniil Kvjat.
La stagione 2014 si rivela essere la peggiore nella categoria per il team, che non va oltre il terzo posto tra i piloti, con Marvin Kirchhöfer, e viene superata dalla Carlin tra i team. Nel 2015 Esteban Ocon riporta il titolo alla ART, che vince anche la classifica a squadre. La situazione si ripete nel 2016, con Charles Leclerc che domina il campionato e la squadra che conquista il sesto titolo. La stagione 2017 è la migliore nella categoria per la squadra, che domina il campionato vincendo il settimo titolo tra i team e piazzando i suoi piloti nelle prime quattro posizioni della classifica piloti, con George Russell primo. Nel 2018, ultima stagione della categoria, la ART si conferma la squadra migliore vincendo il titolo a squadre e quello piloti con Hubert.

### GP2 Asia Series
Il team corso anche tutte le stagioni della GP2 Asia Series, dal 2008 al 2011, riuscendo a vincere la prima stagione del campionato con Romain Grosjean..

### Formula 3 europea regionale
Nel 2021 il team decide di partecipare alla terza edizione del Campionato FIA di Formula 3 europea regionale con i piloti Grégoire Saucy, Thomas ten Brinke e Gabriele Minì, vincitore l'anno precedente del campionato italiano di Formula 4.

## Timeline
| Serie corrente                          | Serie corrente             |
| --------------------------------------- | -------------------------- |
| Campionato FIA di Formula 2             | 2017–presente              |
| Campionato FIA di Formula 3             | 2019–presente              |
| Formula Regional European Championship  | 2021–presente              |
| Extreme E                               | 2021–presente              |
| F1 Academy                              | 2023–presente              |
| Serie precedenti                        |                            |
| F3 francese                             | 1997–2002                  |
| Formula 3 britannica                    | 1997, 1999–2000, 2009–2010 |
| Formula Renault 2.0 Coppa Europa Ovest  | 2001–2003                  |
| Formula Renault Eurocup                 | 2002–2003, 2020            |
| Formula 3 Euro Series                   | 2003–2010                  |
| A1 Grand Prix                           | 2005–2006                  |
| GP2 Series                              | 2005–2016                  |
| GP2 Asia Series                         | 2008–2011                  |
| GP3 Series                              | 2010–2018                  |
| GT World Challenge Europe Endurance Cup | 2013–2014, 2021–2022       |
| Formula Renault Northern European Cup   | 2013–2015                  |
| European Le Mans Series                 | 2014                       |
| Deutsche Tourenwagen Masters            | 2015–2016, 2020            |
| GT4 European Series Northern Cup        | 2017                       |
| GT4 European Series Southern Cup        | 2017                       |
| Intercontinental GT Challenge           | 2021–2022                  |

## Risultati

### Risultati in GP2/Formula 2
| Stagione | Vettura                    | Piloti              | Gare | Vittorie | Pole | GPV | Punti | C.P. | C.T. |
| -------- | -------------------------- | ------------------- | ---- | -------- | ---- | --- | ----- | ---- | ---- |
| 2005     | Dallara-Mecachrome         | Nico Rosberg        | 23   | 5        | 5    | 4   | 120   | 1°   | 1°   |
| 2005     | Dallara-Mecachrome         | Alexandre Prémat    | 23   | 2        | 1    | 2   | 67    | 4°   | 1°   |
| 2006     | Dallara-Mecachrome         | Lewis Hamilton      | 21   | 5        | 1    | 7   | 114   | 1°   | 1°   |
| 2006     | Dallara-Mecachrome         | Alexandre Prémat    | 21   | 1        | 0    | 1   | 66    | 3°   | 1°   |
| 2007     | Dallara-Mecachrome         | Lucas Di Grassi     | 21   | 1        | 0    | 0   | 77    | 2°   | 2°   |
| 2007     | Dallara-Mecachrome         | Sébastien Buemi     | 11   | 0        | 0    | 2   | 6     | 21°  | 2°   |
| 2007     | Dallara-Mecachrome         | Michail Alëšin      | 4    | 0        | 0    | 0   | 3     | 25°  | 2°   |
| 2007     | Dallara-Mecachrome         | Michael Ammermüller | 6    | 0        | 0    | 1   | 1     | 26°  | 2°   |
| 2008     | Dallara-Mecachrome         | Romain Grosjean     | 20   | 2        | 1    | 2   | 62    | 4°   | 5°   |
| 2008     | Dallara-Mecachrome         | Luca Filippi        | 10   | 0        | 0    | 0   | 5     | 19°  | 5°   |
| 2008     | Dallara-Mecachrome         | Sakon Yamamoto      | 10   | 0        | 0    | 0   | 3     | 23°  | 5°   |
| 2009     | Dallara-Mecachrome         | Nicolas Hülkenberg  | 20   | 5        | 3    | 6   | 100   | 1°   | 1°   |
| 2009     | Dallara-Mecachrome         | Pastor Maldonado    | 20   | 2        | 0    | 1   | 36    | 6°   | 1°   |
| 2010     | Dallara-Mecachrome         | Jules Bianchi       | 20   | 0        | 3    | 1   | 52    | 3°   | 3°   |
| 2010     | Dallara-Mecachrome         | Sam Bird            | 20   | 1        | 1    | 4   | 48    | 5°   | 3°   |
| 2011     | Dallara-Mecachrome         | Jules Bianchi       | 18   | 1        | 1    | 0   | 53    | 3°   | 5°   |
| 2011     | Dallara-Mecachrome         | Esteban Gutiérrez   | 17   | 1        | 0    | 1   | 15    | 13°  | 5°   |
| 2012     | Dallara-Mecachrome         | Esteban Gutiérrez   | 24   | 3        | 0    | 5   | 176   | 3°   | 2°   |
| 2012     | Dallara-Mecachrome         | James Calado        | 24   | 2        | 2    | 1   | 160   | 5°   | 2°   |
| 2013     | Dallara-Mecachrome         | James Calado        | 22   | 2        | 0    | 2   | 157   | 3°   | 5°   |
| 2013     | Dallara-Mecachrome         | Daniel Abt          | 22   | 0        | 0    | 0   | 11    | 22°  | 5°   |
| 2014     | Dallara GP2/11-Mecachrome  | Stoffel Vandoorne   | 22   | 4        | 4    | 4   | 229   | 2°   | 3°   |
| 2014     | Dallara GP2/11-Mecachrome  | Takuya Izawa        | 22   | 0        | 0    | 1   | 26    | 18°  | 3°   |
| 2015     | Dallara GP2/11-Mecachrome  | Stoffel Vandoorne   | 21   | 7        | 5    | 7   | 341.5 | 1°   | 1°   |
| 2015     | Dallara GP2/11-Mecachrome  | Nobuharu Matsushita | 21   | 1        | 3    | 1   | 68.5  | 9°   | 1°   |
| 2016     | Dallara GP2/11-Mecachrome  | Sergej Sirotkin     | 22   | 2        | 3    | 3   | 159   | 3°   | 4°   |
| 2016     | Dallara GP2/11-Mecachrome  | Nobuharu Matsushita | 20   | 1        | 0    | 3   | 92    | 11°  | 4°   |
| 2016     | Dallara GP2/11-Mecachrome  | René Binder         | 2    | 0        | 0    | 0   | 0     | 23°  | 4°   |
| 2017     | Dallara GP2/11-Mecachrome  | Nobuharu Matsushita | 22   | 2        | 1    | 2   | 131   | 6º   | 4º   |
| 2017     | Dallara GP2/11-Mecachrome  | Alexander Albon     | 20   | 0        | 0    | 1   | 86    | 10º  | 4º   |
| 2017     | Dallara GP2/11-Mecachrome  | Sergej Sirotkin     | 2    | 0        | 0    | 0   | 9     | 20º  | 4º   |
| 2018     | Dallara F2 2018-Mecachrome | George Russell      | 24   | 7        | 5    | 6   | 287   | 1º   | 2º   |
| 2018     | Dallara F2 2018-Mecachrome | Jack Aitken         | 23   | 1        | 0    | 0   | 63    | 11º  | 2º   |
| 2019     | Dallara F2 2018-Mecachrome | Nyck de Vries       | 22   | 4        | 5    | 3   | 266   | 1º   | 3º   |
| 2019     | Dallara F2 2018-Mecachrome | Nikita Mazepin      | 22   | 0        | 0    | 0   | 11    | 18º  | 3º   |
| 2020     | Dallara F2 2018-Mecachrome | Christian Lundgaard | 24   | 2        | 1    | 3   | 149   | 7º   | 5º   |
| 2020     | Dallara F2 2018-Mecachrome | Marcus Armstrong    | 24   | 0        | 0    | 0   | 52    | 13º  | 5º   |
| 2021     | Dallara F2 2018-Mecachrome | Théo Pourchaire     | 23   | 2        | 1    | 4   | 140   | 5º   | 5º   |
| 2021     | Dallara F2 2018-Mecachrome | Christian Lundgaard | 23   | 0        | 0    | 0   | 50    | 12º  | 5º   |
| 2022     | Dallara F2 2018-Mecachrome | Théo Pourchaire     | 28   | 3        | 0    | 0   | 164   | 2º   | 3º   |
| 2022     | Dallara F2 2018-Mecachrome | Frederik Vesti      | 28   | 1        | 1    | 1   | 117   | 9º   | 3º   |
| 2023     | Dallara F2 2018-Mecachrome | Théo Pourchaire     | 25   | 1        | 2    | 2   | 203   | 1º   | 1º   |
| 2023     | Dallara F2 2018-Mecachrome | Victor Martins      | 25   | 1        | 3    | 3   | 150   | 5°   | 1º   |
| 2024     | Dallara F2 2018-Mecachrome | Zak O'Sullivan      | 10   | 1        | 0    | 0   | 40    | 7°   | 7°   |
| 2024     | Dallara F2 2018-Mecachrome | Victor Martins      | 10   | 0        | 0    | 1   | 11    | 20°  | 7°   |

### Risultati in GP3/F3
| Stagione | Vettura                    | Piloti              | Gare | Vittorie | Pole | GPV | Punti | C.P. | C.T. |
| -------- | -------------------------- | ------------------- | ---- | -------- | ---- | --- | ----- | ---- | ---- |
| 2010     | Dallara-Renault            | Esteban Gutiérrez   | 16   | 5        | 3    | 7   | 88    | 1º   | 1º   |
| 2010     | Dallara-Renault            | Alexander Rossi     | 16   | 2        | 0    | 1   | 38    | 4º   | 1º   |
| 2010     | Dallara-Renault            | Pedro Nunes         | 16   | 0        | 0    | 0   | 4     | 24º  | 1º   |
| 2011     | Dallara-Renault            | Valtteri Bottas     | 16   | 4        | 1    | 2   | 62    | 1º   | 1º   |
| 2011     | Dallara-Renault            | James Calado        | 16   | 1        | 1    | 2   | 55    | 2º   | 1º   |
| 2011     | Dallara-Renault            | Richie Stanaway     | 4    | 1        | 0    | 0   | 7     | 20º  | 1º   |
| 2011     | Dallara-Renault            | Pedro Nunes         | 12   | 0        | 0    | 0   | 0     | 32º  | 1º   |
| 2012     | Dallara-Renault            | Daniel Abt          | 16   | 2        | 0    | 0   | 149.5 | 2º   | 1º   |
| 2012     | Dallara-Renault            | Aaro Vainio         | 16   | 1        | 1    | 0   | 123   | 4º   | 1º   |
| 2012     | Dallara-Renault            | Conor Daly          | 16   | 1        | 0    | 0   | 106   | 6º   | 1º   |
| 2013     | Dallara-AER                | Facu Regalia        | 16   | 1        | 1    | 2   | 138   | 2º   | 1º   |
| 2013     | Dallara-AER                | Conor Daly          | 16   | 1        | 1    | 1   | 126   | 3º   | 1º   |
| 2013     | Dallara-AER                | Jack Harvey         | 16   | 2        | 0    | 1   | 114   | 5º   | 1º   |
| 2014     | Dallara GP3/13-AER         | Marvin Kirchhöfer   | 18   | 1        | 2    | 4   | 161   | 3º   | 2º   |
| 2014     | Dallara GP3/13-AER         | Dino Zamparelli     | 18   | 0        | 0    | 2   | 126   | 7º   | 2º   |
| 2014     | Dallara GP3/13-AER         | Alex Fontana        | 18   | 0        | 0    | 1   | 43    | 11º  | 2º   |
| 2015     | Dallara GP3/13-AER         | Esteban Ocon        | 18   | 1        | 2    | 4   | 253   | 1º   | 1º   |
| 2015     | Dallara GP3/13-AER         | Marvin Kirchhöfer   | 18   | 5        | 1    | 1   | 200   | 3º   | 1º   |
| 2015     | Dallara GP3/13-AER         | Alfonso Celis Jr.   | 16   | 0        | 0    | 0   | 24    | 12º  | 1º   |
| 2016     | Dallara GP3/16-Mecachrome  | Charles Leclerc     | 18   | 3        | 4    | 4   | 202   | 1º   | 1º   |
| 2016     | Dallara GP3/16-Mecachrome  | Alexander Albon     | 18   | 4        | 3    | 3   | 177   | 2º   | 1º   |
| 2016     | Dallara GP3/16-Mecachrome  | Nyck de Vries       | 18   | 2        | 1    | 1   | 133   | 6º   | 1º   |
| 2016     | Dallara GP3/16-Mecachrome  | Nirei Fukuzumi      | 18   | 0        | 0    | 0   | 91    | 7º   | 1º   |
| 2017     | Dallara GP3/16-Mecachrome  | George Russell      | 15   | 4        | 4    | 5   | 220   | 1º   | 1º   |
| 2017     | Dallara GP3/16-Mecachrome  | Jack Aitken         | 15   | 1        | 2    | 2   | 141   | 2º   | 1º   |
| 2017     | Dallara GP3/16-Mecachrome  | Nirei Fukuzumi      | 15   | 2        | 2    | 0   | 134   | 3º   | 1º   |
| 2017     | Dallara GP3/16-Mecachrome  | Anthoine Hubert     | 15   | 0        | 0    | 4   | 123   | 4º   | 1º   |
| 2018     | Dallara GP3/16-Mecachrome  | Anthoine Hubert     | 18   | 2        | 2    | 4   | 214   | 1º   | 1º   |
| 2018     | Dallara GP3/16-Mecachrome  | Nikita Mazepin      | 18   | 4        | 1    | 5   | 198   | 2º   | 1º   |
| 2018     | Dallara GP3/16-Mecachrome  | Callum Ilott        | 18   | 2        | 1    | 2   | 167   | 3º   | 1º   |
| 2018     | Dallara GP3/16-Mecachrome  | Jake Hughes         | 18   | 1        | 0    | 0   | 85    | 8º   | 1º   |
| 2019     | Dallara F3 2019-Mecachrome | Christian Lundgaard | 16   | 1        | 2    | 2   | 97    | 6º   | 3º   |
| 2019     | Dallara F3 2019-Mecachrome | Max Fewtrell        | 16   | 0        | 0    | 0   | 57    | 10º  | 3º   |
| 2019     | Dallara F3 2019-Mecachrome | David Beckmann      | 16   | 0        | 0    | 0   | 20    | 14º  | 3º   |
| 2020     | Dallara F3 2019-Mecachrome | Théo Pourchaire     | 18   | 2        | 0    | 2   | 161   | 2º   | 3º   |
| 2020     | Dallara F3 2019-Mecachrome | Aleksandr Smoljar   | 18   | 0        | 1    | 1   | 59    | 11º  | 3º   |
| 2020     | Dallara F3 2019-Mecachrome | Sebastián Fernández | 18   | 0        | 1    | 0   | 31    | 14º  | 3º   |
| 2021     | Dallara F3 2019-Mecachrome | Frederik Vesti      | 20   | 1        | 1    | 0   | 138   | 4º   | 3º   |
| 2021     | Dallara F3 2019-Mecachrome | Aleksandr Smoljar   | 20   | 2        | 0    | 2   | 107   | 6º   | 3º   |
| 2021     | Dallara F3 2019-Mecachrome | Juan Manuel Correa  | 20   | 0        | 0    | 0   | 11    | 21º  | 3º   |
| 2022     | Dallara F3 2019-Mecachrome | Victor Martins      | 18   | 2        | 0    | 1   | 139   | 1º   | 3º   |
| 2022     | Dallara F3 2019-Mecachrome | Juan Manuel Correa  | 18   | 0        | 0    | 0   | 39    | 13º  | 3º   |
| 2022     | Dallara F3 2019-Mecachrome | Grégoire Saucy      | 18   | 0        | 0    | 0   | 30    | 15º  | 3º   |
| 2023     | Dallara F3 2019-Mecachrome | Grégoire Saucy      | 18   | 0        | 0    | 0   | 54    | 14°  | 8°   |
| 2023     | Dallara F3 2019-Mecachrome | Kaylen Frederick    | 18   | 0        | 0    | 0   | 11    | 21°  | 8°   |
| 2023     | Dallara F3 2019-Mecachrome | Nikola Tsolov       | 18   | 0        | 0    | 0   | 6     | 22°  | 8°   |

### Risultati in Formula Regional europea
| Stagione | Vettura                 | Piloti            | Gare | Vittorie | Podi | Pole | GPV | Punti | C.P. | C.T. |
| -------- | ----------------------- | ----------------- | ---- | -------- | ---- | ---- | --- | ----- | ---- | ---- |
| 2021     | Tatuus F3 T-318-Renault | Grégoire Saucy    | 20   | 8        | 10   | 8    | 3   | 277   | 1º   | 2º   |
| 2021     | Tatuus F3 T-318-Renault | Gabriele Minì     | 20   | 0        | 4    | 0    | 0   | 122   | 7º   | 2º   |
| 2021     | Tatuus F3 T-318-Renault | Patrik Pasma      | 10   | 0        | 0    | 0    | 0   | 11    | 12º  | 2º   |
| 2021     | Tatuus F3 T-318-Renault | Thomas ten Brinke | 8    | 0        | 0    | 0    | 0   | 28    | 17º  | 2º   |

## Palmarès
Il team francese ha in bacheca 43 trofei, 23 per i campionati piloti e 20 per i titoli riservati alle scuderie.
Titoli team
- 8 Campionato team GP3 Series: 2010, 2011, 2012, 2013, 2015, 2016, 2017, 2018
- 5 Campionati team Formula 3 Euro Series: 2005, 2006, 2007, 2008, 2009
- 4 Campionato team GP2 Series: 2005, 2006, 2009, 2015
- 1 Campionato team FIA di Formula 2: 2023
- 1 Campionato team GP2 Asia Series: 2008
- 1 Campionati team di Formula Renault Eurocup: 2020

Titoli Piloti
- 6 Campionato piloti GP3 Series: 2010(Gutiérrez), 2011(Bottas), 2015(Ocon), 2016(Leclerc), 2017(Russell), 2018(Hubert)
- 6 Campionati piloti Formula 3 Euro Series: 2004(Green), 2005(Lewis Hamilton), 2006(di Resta), 2007(Grosjean), 2008(Hülkenberg), 2009(Bianchi)
- 4 Campionato piloti GP2 Series: 2005(Rosberg), 2006(Hamilton), 2009(Hülkenberg), 2015(Vandoorne)
- 3 Campionato piloti FIA di Formula 2: 2018(Russell), 2019(de Vries), 2023(Pourchaire)
- 1 Campionato piloti FIA di Formula 3: 2022(Martins)
- 1 Campionati piloti FIA di Formula Regional europea: 2021(Saucy)
- 1 Campionato team GP2 Asia Series: 2008(Grosjean)
- 1 Campionati team di Formula Renault Eurocup: 2020(Martins)